# Bweeng
Bweeng är en ort i republiken Irland.   Den ligger i grevskapet County Cork och provinsen Munster, i den södra delen av landet, 220 km sydväst om huvudstaden Dublin. Bweeng ligger 264 meter över havet och antalet invånare är 418.
Terrängen runt Bweeng är platt åt sydost, men åt nordväst är den kuperad. Runt Bweeng är det ganska tätbefolkat, med 96 invånare per kvadratkilometer. Närmaste större samhälle är Mallow, 12,1 km nordost om Bweeng. Trakten runt Bweeng består i huvudsak av gräsmarker.